# Dictyopyge
Dictyopyge è un genere di pesci ossei estinti, appartenente ai redfieldiiformi. Visse nel Triassico superiore (Carnico, circa 237 - 233 milioni di anni fa) e i suoi resti fossili sono stati ritrovati in Nordamerica.

## Descrizione
Questo pesce aveva un corpo allungato e snello, con una testa allungata ma un muso molto corto e smussato. Gli occhi erano molto grandi, e la bocca ampia era dotata di piccoli denti acuminati. La pinna dorsale, di forma triangolare, si inseriva appena dopo la metà del corpo. La pinna anale era molto più grande di quella dorsale, posta obliquamente ad essa e di forma arrotondata. Le pinne ventrali erano piccole e poste a circa metà del corpo, mentre quelle pettorali erano piuttosto sottili, al contrario di quelle dell'affine Cionichthys. La pinna caudale era biforcuta e con due lobi di eguale grandezza. 

## Classificazione
Dictyopyge era un rappresentante dei redfieldiiformi, un gruppo di pesci ossei piuttosto arcaici ma con alcune caratteristiche derivate nell'organizzazione delle scaglie e del cranio che li distinguevano dai più basali paleonisciformi.
Il genere Dictyopyge venne istituito da Egerton nel 1847. Si conoscono due specie, entrambe del Carnico della Virginia, D. macrura (la specie tipo) e D. meekeri.
Altri fossili rinvenuti in Europa e Australia, inizialmente attribuiti a Dictyopyge, sono ora considerati non appartenenti a questo genere. Le forme australiane potrebbero appartenere al genere Brookvalia.

## Paleoecologia
Entrambe le specie di Dictyopyge vivevano nei "rift lakes" del Supergruppo Newark, che si erano formati a causa dei cambiamenti tettonici iniziati con la rottura del supercontinente Pangea.